# Gouvernement Fanfani IV
Pour les articles homonymes, voir Gouvernement Fanfani.
République italienne
Fanfani III Leone I
Le gouvernement Fanfani IV (en italien : Governo Fanfani IV) est le gouvernement de la République italienne dirigé par Amintore Fanfani entre le 22 février 1962 et le 21 juin 1963, durant la IIIe législature du Parlement.

## Composition
Composition du gouvernement : 
- Démocratie chrétienne
- Parti social-démocrate italien
- Parti républicain italien

### Président du Conseil des ministres
Amintore Fanfani